# Halictus picaninus
Halictus picaninus är en biart som beskrevs av Cockerell 1945. Halictus picaninus ingår i släktet bandbin, och familjen vägbin. Inga underarter finns listade i Catalogue of Life.